# Lijst van voetbalinterlands Noord-Korea - Qatar
Deze lijst van voetbalinterlands geeft een overzicht van alle officiële voetbalinterlands tussen de nationale teams van Noord-Korea en Qatar. De landen hebben tot op heden veertien keer tegen elkaar gespeeld. De eerste ontmoeting, een kwalificatiewedstrijd voor het Wereldkampioenschap voetbal 1990, werd gespeeld in Singapore op 20 oktober 1989. Het laatste duel, een kwalificatiewedstrijd voor het Wereldkampioenschap voetbal 2026, vond plaats op 20 maart 2025 in Doha.

## Wedstrijden
| №  | Plaats    | Datum             | Competitie           | Wedstrijd           | Uitslag |
| -- | --------- | ----------------- | -------------------- | ------------------- | ------- |
| 1  | Singapore | 20 oktober 1989   | WK 1990 kwalificatie | Noord-Korea − Qatar | 2 − 0   |
| 2  | Doha      | 18 april 1993     | WK 1994 kwalificatie | Qatar − Noord-Korea | 1 − 2   |
| 3  | Singapore | 2 mei 1993        | WK 1994 kwalificatie | Noord-Korea − Qatar | 2 − 2   |
| 4  | Bangkok   | 10 februari 2002  | Vriendschappelijk    | Qatar − Noord-Korea | 1 − 1   |
| 5  | Bangkok   | 20 februari 2003  | Vriendschappelijk    | Qatar − Noord-Korea | 2 − 2   |
| 6  | Doha      | 24 augustus 2008  | Vriendschappelijk    | Qatar − Noord-Korea | 2 − 1   |
| 7  | Doha      | 30 december 2009  | Vriendschappelijk    | Qatar − Noord-Korea | 0 − 1   |
| 8  | Doha      | 31 december 2010  | Vriendschappelijk    | Qatar − Noord-Korea | 0 − 1   |
| 9  | Doha      | 11 juni 2013      | Vriendschappelijk    | Qatar − Noord-Korea | 0 − 0   |
| 10 | Doha      | 6 november 2014   | Vriendschappelijk    | Qatar − Noord-Korea | 3 − 1   |
| 11 | Doha      | 6 juni 2017       | Vriendschappelijk    | Qatar − Noord-Korea | 2 − 2   |
| 12 | Al Ain    | 13 januari 2019   | Azië Cup 2019        | Noord-Korea − Qatar | 0 − 6   |
| 13 | Vientiane | 10 september 2024 | WK 2026 kwalificatie | Noord-Korea − Qatar | 2 − 2   |
| 14 | Doha      | 20 maart 2025     | WK 2026 kwalificatie | Qatar − Noord-Korea | 5 − 1   |

## Samenvatting
| Competitie        | Totaal gespeeld | Winst Noord-Korea | Gelijk | Winst Qatar | Doelsaldo Noord-Korea – Qatar |
| ----------------- | --------------- | ----------------- | ------ | ----------- | ----------------------------- |
| WK-kwalificatie   | 5               | 2                 | 2      | 1           | 9 – 10                        |
| Azië Cup          | 1               | 0                 | 0      | 1           | 0 − 6                         |
| Vriendschappelijk | 8               | 2                 | 4      | 2           | 9 – 10                        |
| Totaal            | 14              | 4                 | 6      | 4           | 18 – 26                       |

DPR Korean Football Association · A-internationals · Selecties · Bondscoaches · Noord-Koreaans vrouwenelftal · Noord-Korea U21 · Noord-Korea U20 · Noord-Korea U19 · Noord-Korea U18 · Noord-Korea U17
1959 – 1969 · 
1970 – 1979 · 
1980 – 1989 · 
1990 – 1999 · 
2000 – 2009 · 
2010 – 2019
AC 1980 ·
AC 1992 ·
AC 2011 ·
AC 2015
WK 1966 ·
WK 2010
OS 1964 ·
OS 1976
1959 ·
1960 ·
1961–1964 · 
1965 ·
1966 ·
1967–1972 · 
1973 ·
1974 ·
1975 ·
1976 ·
1977 · 
1978 ·
1979 ·
1980 ·
1981 ·
1982 ·
1983–1984 · 
1985 ·
1986 ·
1987 · 
1988 ·
1989 ·
1990 ·
1991 ·
1992 ·
1993 ·
1994–1997 · 
1998 ·
1999 ·
2000 ·
2001 ·
2002 ·
2003 ·
2004 ·
2005 ·
2006 · 
2007 ·
2008 ·
2009 ·
2010 ·
2011 ·
2012 ·
2013 ·
2014 ·
2015 ·
2016 ·
2017
Afghanistan ·
Australië · 
Bahrein · 
Bangladesh · 
Bolivia · 
Brazilië · 
Bulgarije ·
Burkina Faso ·
Cambodja · 
Canada · 
Chili · 
China · 
Congo-Brazzaville · 
Egypte · 
Filipijnen · 
Finland · 
Griekenland · 
Guam · 
Guinee ·
Hongkong · 
India · 
Indonesië · 
Irak · 
Iran · 
Italië · 
Ivoorkust · 
Japan · 
Jemen · 
Jordanië · 
Kazachstan · 
Kirgizië · 
Koeweit · 
Letland · 
Libanon · 
Macau · 
Maleisië · 
Mali · 
Mexico · 
Mongolië · 
Myanmar · 
Nepal · 
Nigeria · 
Noorwegen · 
Oezbekistan · 
Oman · 
Pakistan ·
Palestina · 
Paraguay ·
Polen · 
Portugal · 
Qatar · 
Saoedi-Arabië · 
Singapore · 
Sovjet-Unie · 
Sri Lanka · 
Syrië · 
Tadzjikistan · 
Taiwan · 
Thailand · 
Turkmenistan · 
Venezuela · 
Verenigde Arabische Emiraten · 
Verenigde Staten · 
Vietnam · 
Zambia · 
Zuid-Afrika · 
Zuid-Korea · 
Zweden
Ivoorkust (2010) ·
QFA · A-internationals · Bondscoaches · Statistieken · Qatarees vrouwenelftal · Qatar U21 · Qatar U20 · Qatar U19 · Qatar U18 · Qatar U17
1970 – 1979 ·
1980 – 1989 ·
1990 – 1999 ·
2000 – 2009 ·
2010 – 2019 ·
2020 − 2029
OS 1984 · 
OS 1992
1970 · 
1971 · 
1972 · 
1973 · 
1974 · 
1975 · 
1976 · 
1977 · 
1978 · 
1979 · 
1980 · 
1981 · 
1982 · 
1983 · 
1984 · 
1985 · 
1986 · 
1987 · 
1988 · 
1989 · 
1990 · 
1991 · 
1992 · 
1993 · 
1994 · 
1995 · 
1996 · 
1997 · 
1998 · 
1999 · 
2000 · 
2001 · 
2002 · 
2003 · 
2004 · 
2005 · 
2006 · 
2007 · 
2008 · 
2009 · 
2010 · 
2011 · 
2012 · 
2013 · 
2014 ·
2015 ·
2016 ·
2017 ·
2018 ·
2019 ·
2020 ·
2021 ·
2022 ·
2023 ·
2024
Afghanistan ·
Albanië ·
Algerije ·
Andorra ·
Argentinië ·
Australië ·
Azerbeidzjan ·
Bahrein ·
Bangladesh ·
België ·
Bhutan ·
Bosnië en Herzegovina ·
Brazilië .
Bulgarije ·
Burkina Faso ·
Cambodja ·
Canada ·
Chili ·
China ·
Colombia ·
Congo-Kinshasa ·
Costa Rica ·
Curaçao ·
Ecuador ·
Egypte ·
El Salvador ·
Estland ·
Filipijnen ·
Finland ·
Georgië ·
Ghana ·
Grenada ·
Griekenland ·
Guatemala ·
Haïti ·
Honduras ·
Hongarije ·
Hongkong ·
Ierland ·
IJsland ·
India ·
Indonesië ·
Irak ·
Iran ·
Ivoorkust ·
Jamaica ·
Japan ·
Jemen ·
Jordanië ·
Kazachstan ·
Kenia ·
Kirgizië ·
Koeweit ·
Kroatië ·
Laos ·
Letland ·
Libanon ·
Libië ·
Liechtenstein ·
Luxemburg ·
Malediven ·
Maleisië ·
Mali ·
Malta ·
Marokko ·
Mauritius ·
Mexico ·
Moldavië ·
Myanmar ·
Nederland ·
Nieuw-Zeeland ·
Noord-Ierland ·
Noord-Korea ·
Noord-Macedonië ·
Noorwegen ·
Oezbekistan ·
Oman ·
Pakistan ·
Palestina ·
Panama ·
Paraguay ·
Peru ·
Portugal ·
Rusland ·
Saoedi-Arabië ·
Schotland ·
Senegal ·
Servië ·
Singapore ·
Slovenië ·
Soedan ·
Sri Lanka ·
Syrië ·
Tadzjikistan ·
Thailand ·
Tsjechië ·
Tunesië ·
Turkije · 
Turkmenistan ·
Verenigde Arabische Emiraten ·
Verenigde Staten ·
Vietnam ·
Wales ·
Zimbabwe ·
Zuid-Korea ·
Zweden ·
Zwitserland
Ecuador (2022) ·
Nederland (2022)